# Jean Baptist Dieussart
Jean Baptist Dieussart, auch Jean Baptist(e/a) Dusart (* um 1630; † nach 1683) war ein flämischer Bildhauer, der in den Vereinigten Niederlanden und hauptsächlich in Schweden arbeitete. Er schuf hauptsächlich Bleistatuen, von denen nur wenige bis in die Gegenwart erhalten sind.

## Leben und Werk
Dieussart wurde um 1630 geboren (möglicherweise in Rom) (a) und war ein Bruder des Architekten und Bildhauers Charles Philippe Dieussart. Er erscheint um 1664 in Stockholm (möglicherweise aus Deutschland kommend), als er in die Dienste des schwedischen Reichskanzlers Graf Magnus Gabriel De la Gardie trat, der bis etwa 1668 sein Hauptarbeitgeber und Mäzen war. Begleitet wurde er von seiner Ehefrau (die 1668 in Stockholm starb) und ihren Kindern aus ihrer ersten Ehe, seinen Stiefsöhnen Abraham César und Claude Lamoureux (beide ebenfalls Bildhauer), sowie deren Schwester Magdalena, die später den Bildhauer Johann Gustav Stockenberg heiratete.
Dieussart war einer der ersten Vertreter des freistehenden Skulpturenstils des Barock in Schweden (einige Quellen nennen ihn als den ersten modernen Bildhauer Schwedens), und sein Werk wird auch als Beispiel für einen von der Renaissance inspirierten Pseudoklassizismus genannt. Er schuf vor allem Statuen, für die er verschiedene Materialien verwendete, obwohl die Mehrzahl seiner bekannten Werke aus Blei oder vergoldetem Blei bestand. Nur wenige Werke von Dieussart existieren noch, was möglicherweise auf Materialermüdung und die Weichheit des Bleis zurückzuführen ist.
Für Schloss Läckö erstellte er Büsten verschiedener Mitglieder des Adelsgeschlechts De la Gardie sowie zwei große Standbilder von Magnus Gabriel De la Gardie und seinem Vater Jakob (ursprünglich für das Schloss Karlberg bestimmt, für dessen Schlossgärten Dieussart auch dekorative Skulpturen erstellte), die später dorthin verlegt wurden.
Für die Ausstattung eines weiteren Schlosses der Familie De la Gardie, dem Stadtschloss Makalös, schuf Dieussart mehrere Statuen, inklusive einer Nachbildung einer klassischen Dianastatue. Ebenso erstellte er mehrere Skulpturen für die Gärten und Springbrunnen von Schloss Jakobsdal (jetzt Ulriksdal), wobei er wahrscheinlich von seinen Stiefsöhnen unterstützt wurde.
1667 wurde er von De la Gardie beauftragt, Bleiskulpturen für das Dach des Riddarhuset (das zwischen 1660 und 1674 vom Architekten Jean de la Vallée fertiggestellt wurde) zu erstellen, die er 1668 ablieferte, woraufhin er den Auftrag bekam die von Heinrich Lichtenberg begonnenen nördlichen und südlichen Portale des Gebäudes zu vervollständigen, woran er noch 1669 arbeitete.
Zwischen 1671 und 1672 wurde sein Stiefsohn Abraham-César sein Nachfolger als Hofbildhauer im Dienst De la Gardies. Es wird angenommen, dass Dieussart bis 1672 in der Werkstatt seines Stiefsohns beschäftigt war, und dass er danach möglicherweise in die Niederlande zurückkehrte. Schwedische Aufzeichnungen erwähnen ihn wieder im Jahr 1677, (b) und um 1679 kehrte er in das schwedische Kernland zurück, um wahrscheinlich wieder in die Dienste von De la Gardie zu treten. Sein Verbleib nach 1680, sowie Zeitpunkt und Ort seines Todes sind unbekannt. (c)

## Bekannte Werke
- Statuen "Amor Dei" und "Amor Patriae" auf dem Dach des Riddarhuset.[6][11][15]
- Skulpturgruppe "Perseus und Andromeda" im Park des Schlosses Jakobsdal (nicht mehr vorhanden).[6][9]

| - Zeichnung der Andromedaklippe (Schwedisch: Andromedaklippan) im Schlosspark von Ulriksdal (ca. 1664) für Erik Dahlbergs Buch Suecia antiqua et hodierna - Überreste der Andromedaklippe im Schlosspark von Ulriksdal |

### Weitere ihm zugeschriebene Werke
- Bleistatuen von Magnus Gabriel und Jakob De la Gardie, die ursprünglich für das Schloss Karlberg hergestellt,[1] dann jedoch auf Schloss Läckö aufgestellt worden waren, und die später einen Platz in der De la Gardie Grabkapelle in der Klosterkirche Varnhem erhalten haben.[6][16]

| - Statue von Magnus Gabriel De la Gardie (Detail) in der Klosterkirche Varnhem - Statue von Jakob De La Gardie (Detail) in der Klosterkirche Varnhem |